# Лејси Херн
Лејси Ернест Херн (енгл. Lacey Earnest Hearn; Портланд, Индијана, 23. март 1881 — Форт Вејн, Индијана, 19. октобар 1969 бивши је амерички атлетичар, специјалиста за трчање на средње стазе, који се такмичио почетком двадесетог века. Двоструки је освајач  медаља на Олмпијским играма 1904. у Сент Луису.
На Олимпијским играма 1904. такмичио се у више дисциплина. Најуспешније је био у екипној трзи на 4 миље освојивши сребрну медаљу. Такмичио се за  Чикашку атлетску асоцијацију са 2.Џим Лајтбоди, 3. Вилијам Вернер, 4. Лејси Херн, 9. Алберт Кореј, 10. Сидни Хеч који су према постигнутом пласма освојили 28 бодобва (2+3+4+9+10=28. Према званичним подацима МОК Француска није учествовала на играма у атлетским такмичењима. Такмичар Алберт Кореј је послао пријаву за Игре 1904. као „Француски такмичар у саставу Атлетске Асоцијације Чикага“ али је МОК његову медаљу у маратону приписао САД], да би га касније у екипној трци на 4 миље водио као Француза и освојену медаљу екипе Атлетске Асоцијације Чикага из САД приписао Мешовитом тиму.
У трци на 1.500 метара освојио је бронзану медаљу стигави као треће иза клупских колега Џима Лајтбодија и Вилијама Вернера. 
Такмичио се и у трци на 800 метара где је поделио од 7. до 13. места са непознатим резултатом.